# Cyperns riksvapen
Cyperns riksvapen innehåller en fredsduva med en olivkvist i näbben som en symbol för fred. Färgen på vapenskölden ska symbolisera koppar som är en metall som finns på Cypern. Olivkvistarna runt om vapnet symboliserar också fred. Under duvan står årtalet 1960 som är året då Cypern blev självständigt från Storbritannien. Vapenskölden är omgiven av en lagerkrans av olivblad.